# Corm (esporòfit)
|  | Per a altres significats, vegeu «Corm (desambiguació)». |

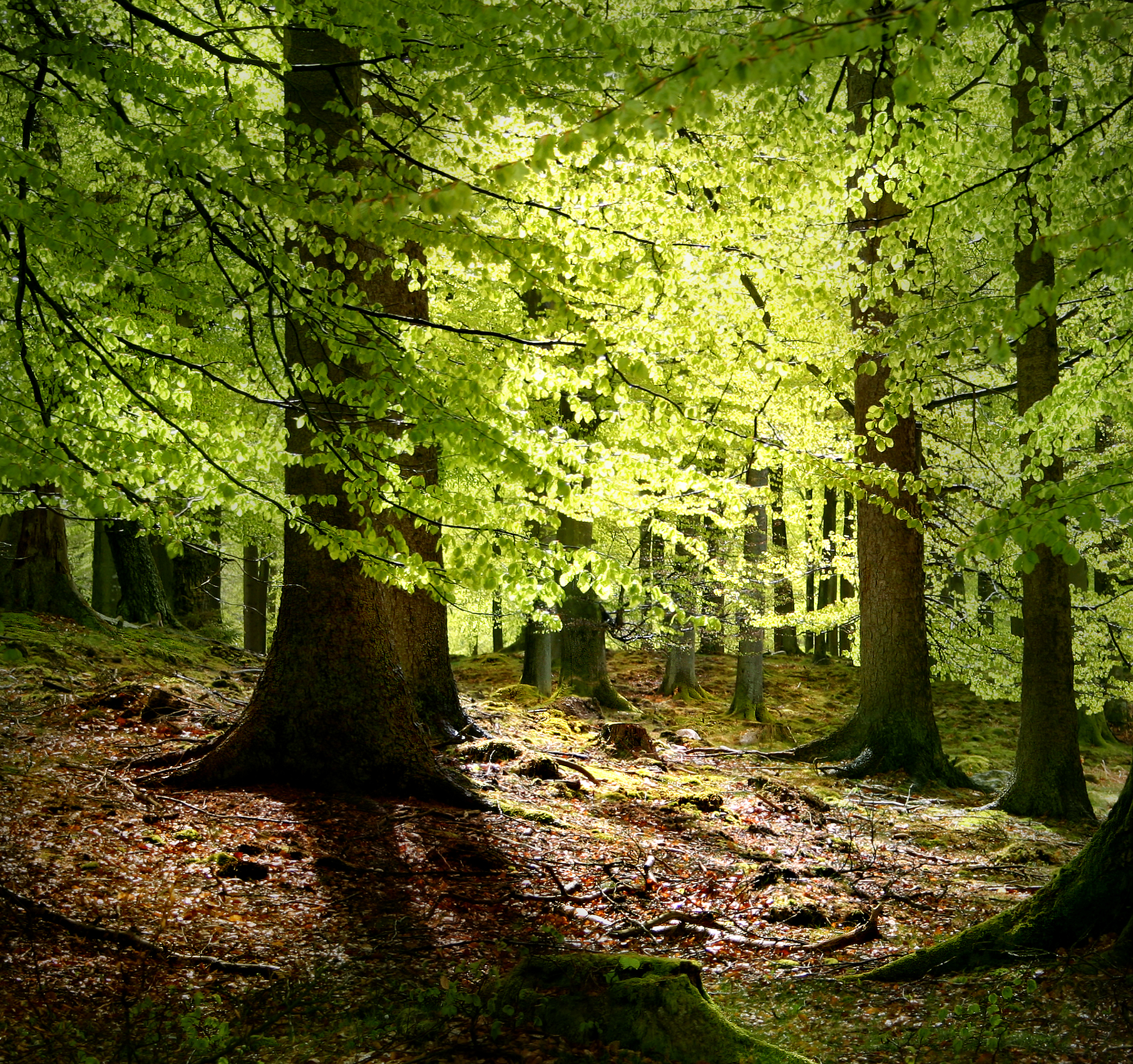
exemple d'un corm amb rel tija i fulles

El corm és el conjunt d'arrel, tija i fulles, i evolutivament es correspon amb el cos esporofític de les plantes superiors. És per aquest motiu que a les plantes vasculars també se les anomena cormòfits o, més rarament, cormobionts. El corm presenta veritables teixits i procedeix del tal·lus dels vegetals inferiors.
L'aparició del corm ha permès colonitzar definitivament el medi aeri a través de les modificacions citològiques i histològiques que han donat lloc a un sistema complet de teixits especialitzats. Així, les membranes externes d'una planta (teixits aïllants com l'epidermis o el súber) la impermeabilitzen per tal d'evitar la pèrdua d'aigua, però, a la vegada, permeten l'intercanvi de gasos amb l'exterior a través dels estomes i lenticel·les. Els teixits absorbents (la rizodermis) i els teixits conductors (floema i xilema), són els encarregats d'aportar aigua a la planta del medi exterior i repartir-la convenientment per tota la planta. Hi ha teixits mecànics encarregats del sosteniment de la planta com són el col·lènquima i l'esclerènquima.
A grans trets, el corm s'organitza de manera que la rel és l'encarregada d'absorbir aigua i nutrients, les fulles fan la fotosíntesi i el tronc fa d'enllaç i suport als òrgans aeris. És a través d'aquest tronc que circula la saba bruta de la rel cap a les fulles i la saba elaborada en totes direccions. La polaritat d'aquest tronc és força manifesta de tal manera que l'arrel s'enterra, mentre que les fulles i les branques creixen en sentit vertical cap a la llum.
El corm només representa l'estructura vegetativa de les plantes vasculars i que les permet viure fora de l'aigua i, es veu complementada en els espermatòfits, amb l'estructura reproductiva (flor, fruit i llavor) i que expliquen el seu èxit des del punt de vista evolutiu. Així, aquests òrgans reproductius fonamentals que ha fet possible que les plantes amb flors poguessin independitzar-se mitjançant la reproducció sexual de l'aigua ambiental que és del tot fonamental en la reste de vegetals. A més, les llavors han esdevingut òrgans de resistència que contenen un embrió que representa una planta en miniatura i que intervenen exitosament en la disseminació i multiplicació del vegetal. Tot plegat fa que els espermatòfits siguin el grup vegatal amb més capacitat de supervivència de tal manera que els permet colonitzar, fins i tot, els ambients més diversos i adversos.

## Origen filogenètic del corm: Teoria telomàtica
Les plantes terrestres més primitives tenien l'aspecte d'un eix ramificat dicotòmicament, amb un cordó central de cèl·lules lignificades que intervenia a la vegada en el transport i en el sosteniment. Aquests sistemes d'eixos elementals han rebut el nom de teloma, i són el punt de partida dels òrgans propis principals dels cormòfits (rel, tija, fulles i òrgans reproductors). Tota la resta d'òrgans (pètals, sèpals, circells, espines, etc.) procedeixen de la transformació evolutiva d'algun d'aquests tres òrgans fonamentals. La diversitat morfològica i la progressió estructural dels cormòfits (sobretot dels més primitius i diversos, com són les falgueres) es pot explicar per modificacions del teloma a causa d'uns processos elementals que s'han donat de manera repetitiva i independent els uns dels altres, amb intensitats desiguals. Aquests processos, que han marcat l'evolució adaptativa dels cormòfits, s'han explicat a través de la teoria telomàtica basada en estudis dels cormòfits fòssils i proposada pel botànic alemany Walter Zimmermann. Aquesta teoria telomàtica proposa que les plantes actuals són agregats de telomes (sintelomes) i que tant les rels com les fulles s'han format a partir d'un teloma inicial d'estructura bàsicament caulinar.
Segons Zimmermann els tres òrgans fonamentals (arrel, tija i fulles) es redueixen, en darrer terme, a un de sol que es correspon amb la tija primitiva o teloma. Els prototelomes inicials deurien tenir forma d'eix amb un sistema de feixos conductors (protostela) molt incipient i amb una ramificació dicòtoma. En tenim un bon exemple amb el gènere Rhynia que és un dels cormòfits terrestres més primitius que visqué durant el Devonià i que s'ha pogut estudiar en el registre fòssil. Aquest taxon no tenia fulles ni rels, tenia semblança a una alga i constava únicament d'un sistema de prototelomes extremadament simples i que produïen esporangis al capdamunt. En conseqüència, les transformacions que hom pot distingir en el desenvolupament evolutiu de les estructures vegetatives fins a arribar a les plantes vasculars de l'actualitat, es poden resumir en les 5 classes següents:
- culminació; creixement diferencial dels diversos eixos caulinars, un dels quals passa a ocupar una posició dominant amb l'aparició d'un eix principal (amb rames secundàries) per creixement desigual
- planació; òrgans que en el seu origen estaven disposats en diversos plans es poden acabar situant en el mateix pla de tal manera que han donat lloc a les fulles i a altres òrgans laminars.
- concrescència; òrgans que inicialment eren separats poden restar units congenitament per aproximació dels teixits embrionaris que els originen. Aquest procés si es dona en telomes tridimensionals, es formen tiges amb dos o més feixos conductors; si té lloc en telomes prèviament aplanats, es formen fulles amb molts nervis (megafil·les)
- reducció; òrgans que si bé inicialment eren ben constituïts, s'han atrofiat en el decurs del procés evolutiu implicant una simplificació i atròfia dels telomes, que podria haver originat els microfil·les
- incurvació; els eixos inicialment erectes, poden haver esdevengut corbats per diferent intensitat de creixement d'un i altre costat del teloma. Apareixen, així, dues cares equivalents i es passa a un òrgan dorsiventral (per exemple, en els esporangiòfors dels equisets) o poden aparèixer els primordis seminals anàtrops.

Tot plegat porta a pensar que, en el decurs de l'evolució de les plantes vasculars, aquests processos elementals han hagut d'ocórrer i repetir-se moltes vegades per tal de poder explicar les profundes transformacions anatòmiques i morfològiques que, finalment, s'han plasmat en l'enorme diversificació de les plantes actuals. Fruit d'aquestes transformacions es desenvolupà el cilindre central de la tija, que inclou el conjunt de feixos vasculars o estela (columna en grec) que ha evolucionat repetidament per fer-se més eficient i eficaç en el transport i en la resistència a la flexió necessàries, tot fent un dispendi d'energies cada cop menor. La teoria estèlica dona una explicació a com s'ha passat des de l'estela més simple a altres complexos i molt més evolucionades.

## Característiques dels òrgans propis dels cormòfits
Els òrgans fonamentals vegetatius dels cormòfits són rel, tija i fulles.

### Arrel
Les característiques bàsiques són:
- geotropisme positiu
- creixement mitjançant un meristema subapical que produeix la caliptra (protecció) a l'extrem apical, i cap enrere, parènquima que es transformarà i donarà lloc a les diverses zones: com la zona d'elongació, la zona pilífera i la zona suberosa.
- ramificació d'origen endogen, a partir dels teixits situats entre el cilindre central i l'escorça i, per tant, les rels secundàries han, doncs, de perforar aquesta escorça.

### Tija
Les característiques bàsiques són:
- geotropisme generalment negatiu.
- creixement apical, amb les ramificacions que ja es formen a l'àpex anomenat gemma terminal.
- origina rames i fulles (i també rels)
- òrgan modular, en general de creixement indefinit malgrat que hi pot haver braquiblasts, (branques de creixement limitat), per oposició a macroblasts (de creixement indefinit).
- estructura tridimensional, adaptada a resistir el pes de la part aèria i a connectar la rel amb les fulles.

### Fulla
Les característiques bàsiques són:
- estructura dorsiventral (amb algunes excepcions) per captar més bé la llum
- Sempre surten de la tija.
- formes i dimensions definides.

Evolutivament, existeixen dos grans tipus de fulles:
- microfil·les: simples, generalment petits, sense pecíol, amb nervi únic poc funcionals i que no han evolucionat donant exclusivament òrgans reproductors.
- megafil·les: en general complexos (pecíol i làmina poc o molt dividida), presentant una gran diversitat i que poden portar esporangis de tal manera que alguns han evolucionat cap a òrgans fèrtils complexos.